# 格林伍德縣 (堪薩斯州)
格林伍德县（英語：Greenwood County，簡稱GW）是美國堪薩斯州東南部的一個縣。面積2,985平方公里。根據美國2000年人口普查，共有人口7,673人。縣治尤里卡（Eureka）。
成立於1855年8月30日，縣政府成立於1860年2月27日。縣名紀念聯邦眾議員、美利堅邦聯眾議員阿爾弗雷德·B·格林伍德。